# Heterocentron chimalapanum
Heterocentron chimalapanum är en tvåhjärtbladig växtart som beskrevs av Todzia. Heterocentron chimalapanum ingår i släktet Heterocentron och familjen Melastomataceae. Inga underarter finns listade i Catalogue of Life.